# Huj bradati
Huj bradati (lat. Ophidion rochei) riba je iz porodice hujki (lat. Ophidiidae). Kod nas se još naziva i huj mačinac. Hujke su zmijolike ribe, koje kao karakteristiku imaju četiri mekana pipka ispod usta i spojenu leđnu i trbušnu peraju. Huj bradati ima sva obilježja hujki, a boja mu je s gornje strane svijetlosmeđa a s donje bjelkasta. Ima sitne crne mrljice po tijelu i zlatne nijanse na škržnim otvorima. Tijelo mu je zmijoliko, duguljasto, bočno blago spljošteno, s tupom njuškom, širokim ustima i velikom očima. Naraste do 30 cm duljine
,a od huja bijelca se razlikuje u izgledu škržnog otvora, naime, huj bradati na stražnjem luku škržnog poklopca ima 4 duguljaste koštane izrasline (koje služe da odstrane krute tvari od škrga). Huj bradati živi na dubinama do 150 m, hrani se amfipodima, kopepodima i ostalim zooplanktonom.

## Rasprostranjenost
Huj bradati živi na sjevernom i zapadnom dijelu Mediterana, kao i u Crnom moru.

## Poveznice
|  | Wikivrste imaju podatke o taksonu Huj bradati |